# Saburō Kawabuchi
Saburō Kawabuchi (川淵 三郎, Kawabuchi Saburō, né le 3 décembre 1936 à Takaishi, dans la préfecture d'Ōsaka) est un footballeur et entraîneur japonais.

## Biographie
Pouvant évoluer aussi bien en milieu de terrain qu'en attaque, Saburō Kawabuchi joua en équipe nationale à 24 reprises pour 6 buts.
Il participa aux Jeux olympiques de 1964, jouant contre l'Argentine et la Tchécoslovaquie, mais pas contre le Ghana. Au cours de ce tournoi, il inscrivit un but contre l'Argentine à la 81e minute, mais le Japon est éliminé en quarts de finale.
Il ne joua que pour un seul club, le Furukawa Electric. Il remporta deux coupes du Japon (1961 et 1964). Il fut le premier joueur à inscrire un triplé en championnat japonais, en 1965, contre Nagoya Bank.
Fort de sa fidélité à son club, il le dirigea pendant deux saisons, sans rien remporter. Il fut aussi le sélectionneur national entre 1980 et 1981. De 2002 à 2008, il fut le président de la Fédération du Japon de football.

## Palmarès
- Championnat du Japon de football
  - Vice-champion en 1967
- Coupe du Japon de football
  - Vainqueur en 1961 et en 1964
  - Finaliste en 1962